# Leopold Reidemeister

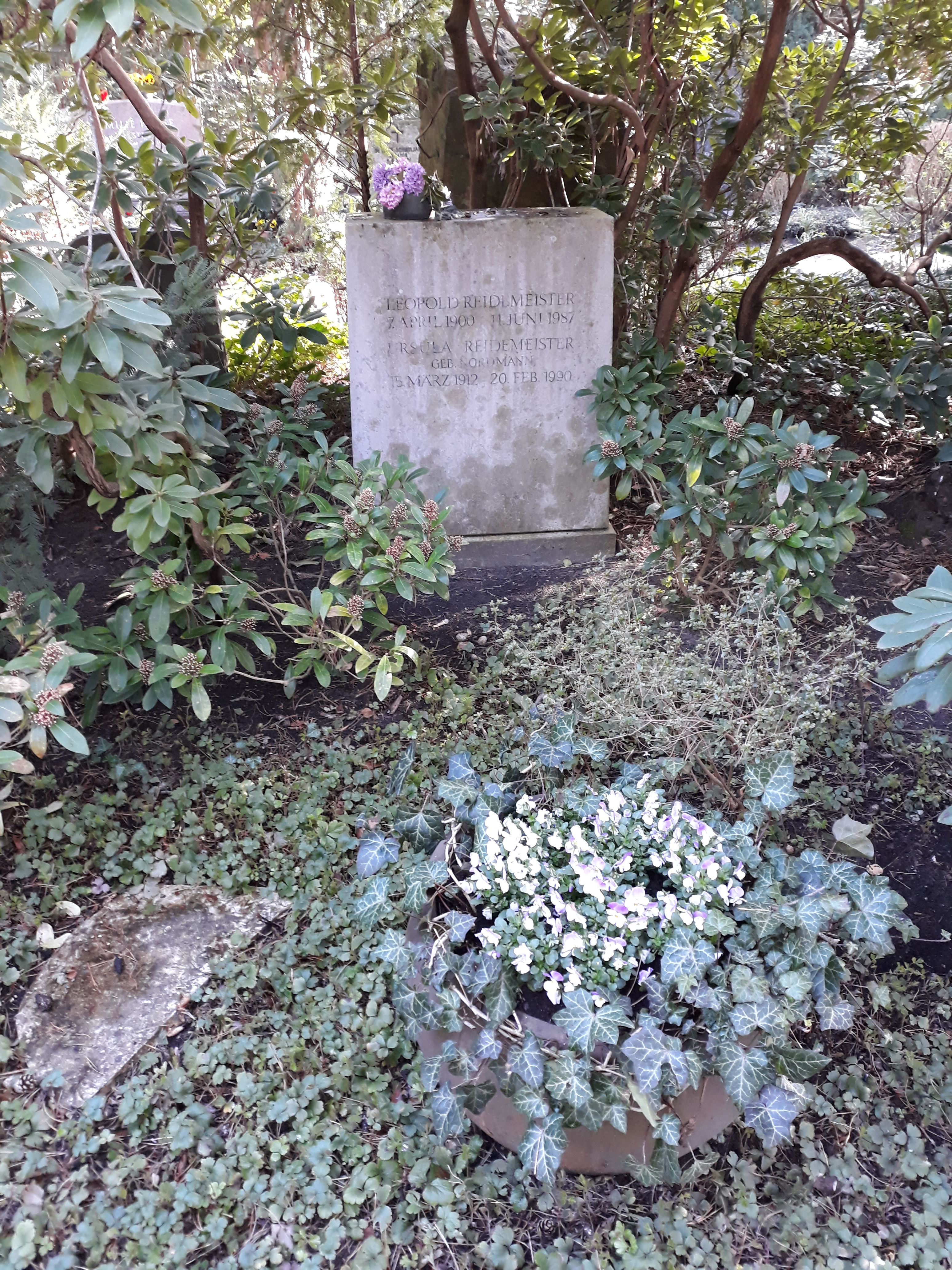
Das Grab von Leopold Reidemeister und seiner Ehefrau Ursula, geb. Nordmann, auf dem Waldfriedhof Dahlem

Leopold Reidemeister (* 7. April 1900 in Braunschweig; † 11. Juni 1987 in Berlin) war ein deutscher Kunsthistoriker und Museumsleiter. Er war von 1950 bis 1957 Direktor des Wallraf-Richartz-Museums, ab 1954 auch Generaldirektor der Museen der Stadt Köln, sowie von 1957 bis 1964 Generaldirektor der ehemals Staatlichen Museen und Direktor der Nationalgalerie in West-Berlin. Er war der Gründer und von 1967 bis zu seinem Tod Direktor des Brücke-Museums Berlin.

## Leben
Leopold Reidemeister und sein Bruder Kurt (Mathematiker) sowie seine Schwester Marie (Illustratorin) wurden in Braunschweig als Kinder von Hans Reidemeister, einem herzoglich-braunschweigischen Regierungsrat, und dessen Frau Sophie, geb. Langerfeldt, geboren. Reidemeister besuchte das Wilhelm-Gymnasium in seiner Heimatstadt und studierte ab 1918 zwei Semester Architektur an der TH Braunschweig. Es folgte ein Studium der Kunstgeschichte an der Universität Berlin (bei Adolph Goldschmidt), in München und Wien, wo er auch ostasiatische Sprachen studierte. Als Werkstudent arbeitete er ab 1919 in der Berliner Galerie van Diemen Unter den Linden. 1924 schloss er sein Studium mit der Promotion ab.
Von da ab war er als wissenschaftlicher Mitarbeiter in der Ostasiatischen Abteilung der Staatlichen Museen in Berlin (unter Otto Kümmel) tätig, bis er 1932 zum Kustos der Ostasiatischen Abteilung aufrückte. In dieser Eigenschaft unternahm er von 1935 bis 1936 umfangreiche Studienreisen nach China und Korea, 1938 dann auch nach Japan. Während des Zweiten Weltkrieges leistete er ab 1941 Wehrdienst und diente während der letzten Kriegsjahre im Deutschen Militärischen Kunstschutz in Italien.
Nach seiner Entlassung aus der Kriegsgefangenschaft wurde er 1946 kommissarischer Leiter der Kölner Museen und schließlich ab 1950 Direktor des Wallraf-Richartz-Museums. Seit 1954 war er Generaldirektor aller städtischen Kölner Museen. In dieser Zeit war der Wiederaufbau der weitgehend zerstörten Museumslandschaft in Köln eine seiner Hauptaufgaben. Durch zahlreiche Ausstellungen von in der NS-Zeit verbotenen und als „entartet“ verfemten Künstlern, leistete er einen von ihm selbst als Wiedergutmachung empfundenen Beitrag zur Durchsetzung der Moderne.
Als ihn 1957 der Ruf als Generaldirektor der ehemals Staatlichen Museen (Preußischer Kulturbesitz) erreichte, verließ er Köln und wechselte nach West-Berlin, wo er in Personalunion auch die Leitung der Nationalgalerie übernahm. Hier organisierte er zahlreiche bedeutende Ausstellungen. Er initiierte 1964 das Brücke-Museum, nachdem es ihm auf Grund seiner persönlichen Beziehungen zu den Brücke-Malern Erich Heckel (1883–1970) und Karl Schmidt-Rottluff (1884–1976) gelungen war, diese zur Stiftung ihres künstlerischen Nachlasses zu veranlassen. Das vom Berliner Senat unterstützte Museum wurde 1967 eröffnet. Reidemeister leitete das Brücke-Museum danach 20 Jahre bis zu seinem Tod.
Verheiratet war er mit Ursula geb. Nordmann, Tochter des Chirurgen Otto Nordmann. Aus der Ehe ging der Herzchirurg Jürgen Christoph Reidemeister hervor.
Leopold Reidemeister starb 1987 im Alter von 87 Jahren in Berlin. Sein Grab befindet sich auf dem Waldfriedhof Dahlem.

## Auszeichnungen
- 1965: Großes Verdienstkreuz der Bundesrepublik Deutschland
- 1974: Ernst-Reuter-Plakette des Landes Berlin
- 1977: Großes Verdienstkreuz mit Stern der Bundesrepublik Deutschland
- 1980: Orden Pour le Mérite[2].

## Schriften (Auswahl)
- Auf den Spuren der Maler der Ile de France. Topographische Beiträge zur Geschichte der französischen Landschaftsmalerei von Corot bis zu den Fauves. Propyläen Verlag, Berlin 1963, OCLC 3029911.
- Das Aquarell der Brücke. Senator f. Wiss. u. Kunst, Brücke-Museum, Berlin 1975, OCLC 3223665.
- Der Holzstock als Kunstwerk. Karl Schmidt-Rottluff. Holzstöcke von 1950 bis 1930. In: Brücke-Archiv. 13/14. Brücke-Museum, Berlin 1984, OCLC 251524332.